# Томазо II (маркграф Салуццо)

Салуццо на карте Италии (слева)

Томмазо II (итал. Tommaso II di Saluzzo; 1304 — 15 августа 1357) — маркграф Салуццо с 1336 года (фактически правил в 1336—1341 годах и с 1346 года). Сын Федерико I ди Салуццо и его первой жены Маргариты де Ла Тур дю Пен.

## Биография
После смерти отца в 1336 году, ещё при жизни деда — Манфредо IV, принял бразды правления.
Продолжил начатый отцом спор за наследство с его единокровным братом Манфредом V ди Салуццо, сеньором де Карде. Тот, несмотря на соглашение, заключенное в 1334 году, после смерти Манфредо IV в 1340 году вступил в союз с Жаком Пьемонтским и королём Неаполя Робертом. Их войско вторглось в маркизат, взяло штурмом город Салуццо, захватив в плен Томмазо II и его сыновей (13 апреля 1341 года).
Они пробыли в заключении в Пиньероле до июня 1342 года. Освобождены за выкуп в 60 тысяч флоринов. Город Дронеро отошёл коммуне Кони, а маркизом Салуццо император Карл IV утвердил Манфреда V.
Томмазо II нашёл пристанище у дофина Вьеннского и признал его своим сюзереном.
После смерти Роберта Неаполитанского (1343 год) — главного покровителя Манфреда V, Томмазо II затребовал права на маркизат и в свою очередь получил инвеституру императора. Манфред V был вынужден подчиниться и в 1346 году, после арбитража Лукино Висконти, окончательно отказался от своих притязаний.

## Семья
Жена (свадьба 1329) — Рикарда, дочь Галеаццо Висконти. Известно 11 их детей, в их числе:
- Федерико II, маркиз Салуццо
- Аццо (ум. 1426), сеньор ди Паэзана
- Эусташио (ум. 1405), сеньор ди Монтероссо Грана